# Фрідріх Теодор фон Фреріхс
Фрідріх Теодор фон Фреріхс (нім. Friedrich Theodor von Frerichs; 24 березня 1819, Аурих — 14 березня 1885, Берлін) — німецький клініцист і патолог.
Медичну освіту здобув у Берліні та Геттінгені; з 1848 року професор в Геттінгені, в 1850 році директор поліклініки в Кілі, в 1851 році професор по кафедрі приватної патології і терапії в Бреславлі і директор клінік. У 1859 році призначений наступником Шенлейна в Берлінському університеті і директором клініки «Шаріте». З 1879 року видавав разом з Лейденом «Zeitschrift für klinische Medizin».
У берлінському особняку Фрерікса в даний час розміщується Посольство Швейцарії.

## Біографія
Фрідріх Теодор фон Фреріхс народився 24 березня 1819 року в містечку Аурих. Був сином шинкаря Фрідріха Юргенса і Теди Фреріхс. Фреріхс вивчав медицину в Геттінгенському університеті з 1838 по 1841 рік, як і його брат Юрген (1834-1837). Після отримання докторського ступеня 20 лютого 1841 року він чотири роки працював офтальмологом і хірургом з власною практикою в Ауриху, але в 1846 році повернувся в Геттінген, де отримав ступінь і зайнявся фізіологічно-хімічними дослідженнями. Його перша публікація вийшла під заголовком «Дослідження про жовчі» в 1845 році. У 1848 році він став ад'юнктом-професором Геттінгенського університету. Його спеціальностями тут були насамперед фізіологічно-хімічні дослідження, медична поліклініка та клінічні розтини трупів. У 1850 році був призваний до Кільського університету. Тут же вийшла і його публікація «Брайтська ниркова хвороба і її лікування». Під час Шлезвіг-Гольштейнської війни він як військовий лікар взяв на себе керівництво лазаретом в 
Рендсбурзі. У 1852 році Фреріхс був покликаний в Вроцлавський університет і нарешті, в 1859 році як наступник Йоганна Лукаса Шенлейна в Шаріте в Берліні, де він став директором медичної клініки. Пауль Ерліх був його помічником там з 1878 по 1885 рік. У 1853 році він був обраний членом Леопольдини. Паралельно з цим він пізніше займався практикою в своєму житловому будинку. У 1882 році він заснував Німецьке товариство внутрішньої медицини як перший голова і відкрив перший конгрес терапевтів у Вісбадені. З 1882 по 1884 рік він був 1-м головою. З 1862 року він був обраним членом Американського філософського товариства.
Основними напрямками в дослідницькій діяльності Фреріха були обмінні процеси печінки і нирок, відповідні захворювання і їх діагностика. Бернард Наунін, один з його учнів, описав його як впевненого в собі і непохитного. Фреріхс помер від інсульту 14 березня 1885 року, За словами його помічника Крона, від передозування опію. Він був похований на старому церковному подвір'ї Святого Матвія.
У його тодішньому житловому будинку сьогодні знаходиться Швейцарське Посольство в Берліні. Він побудував його для себе і своєї сім'ї в 1869-1870 роках.